# 럭스젠 S5
럭스젠 S5는 이전에 럭스젠 5 세단으로 알려졌던 대만의 자동차 제조업체인 럭스젠에서 생산했던 5인승 소형 세단이다.

## 개요
S5는 대만에서 완전히 개발된 최초의 승용차이다. 화촹 자동차 정보 기술 센터(HAITEC)와 제임스 C. 시어가 이끄는 디자인 센터에서 스타일링했다. 2011년 11월 타이베이 오토쇼에서 전기 콘셉트카 네오라로 공개되었으며, 2012년 2분기에 공식적으로 출시되었다. 럭스젠5 세단은 럭스젠 시리즈의 첫 번째 세단이다. 1.8리터 터보차저 가솔린 엔진 또는 2.0리터 4기통 터보차저 가솔린 엔진을 장착하여 191 hp hp/28 kgm (2.0 L) 및 171 hp hp/27.1 kgm (1.8 L)의 출력을 낸다. 또한 야간 투시경 및 360도 시야를 위한 Think+ 및 Eagle View 기능을 갖추고 있다. 시작 가격은 약 23,000달러이다.

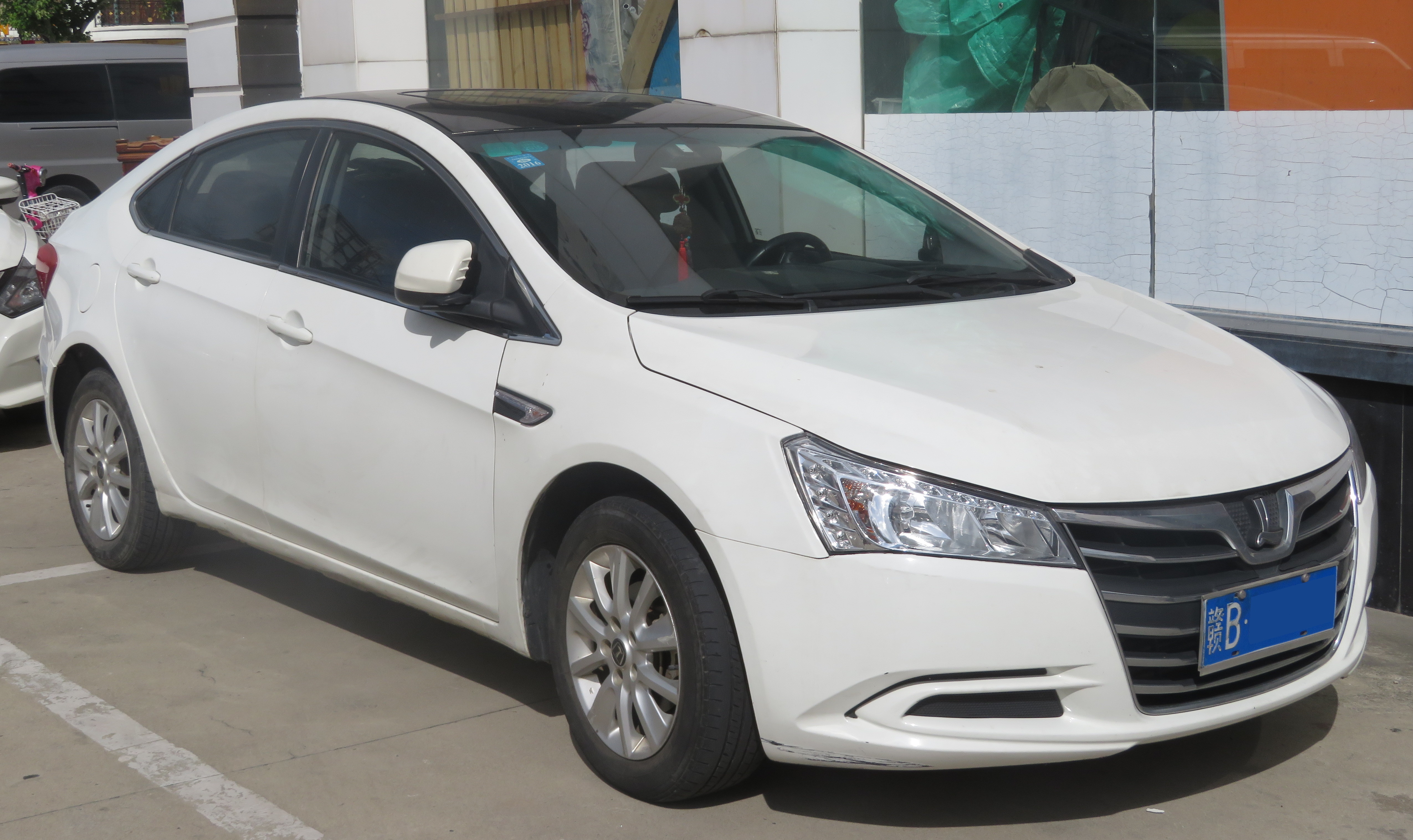
럭스젠 5 세단 페이스리프트 전면
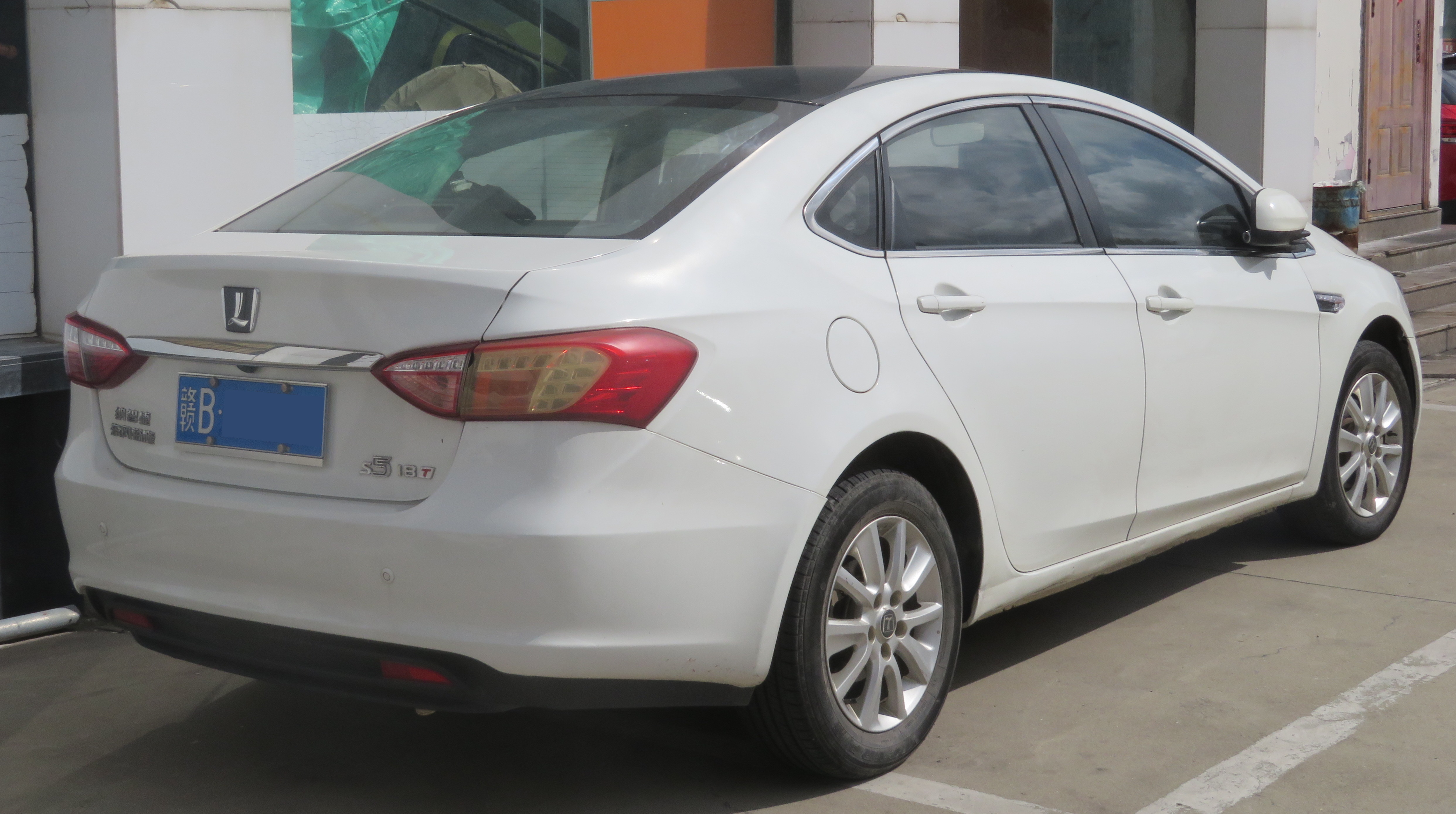
럭스젠 5 세단 페이스리프트 후면

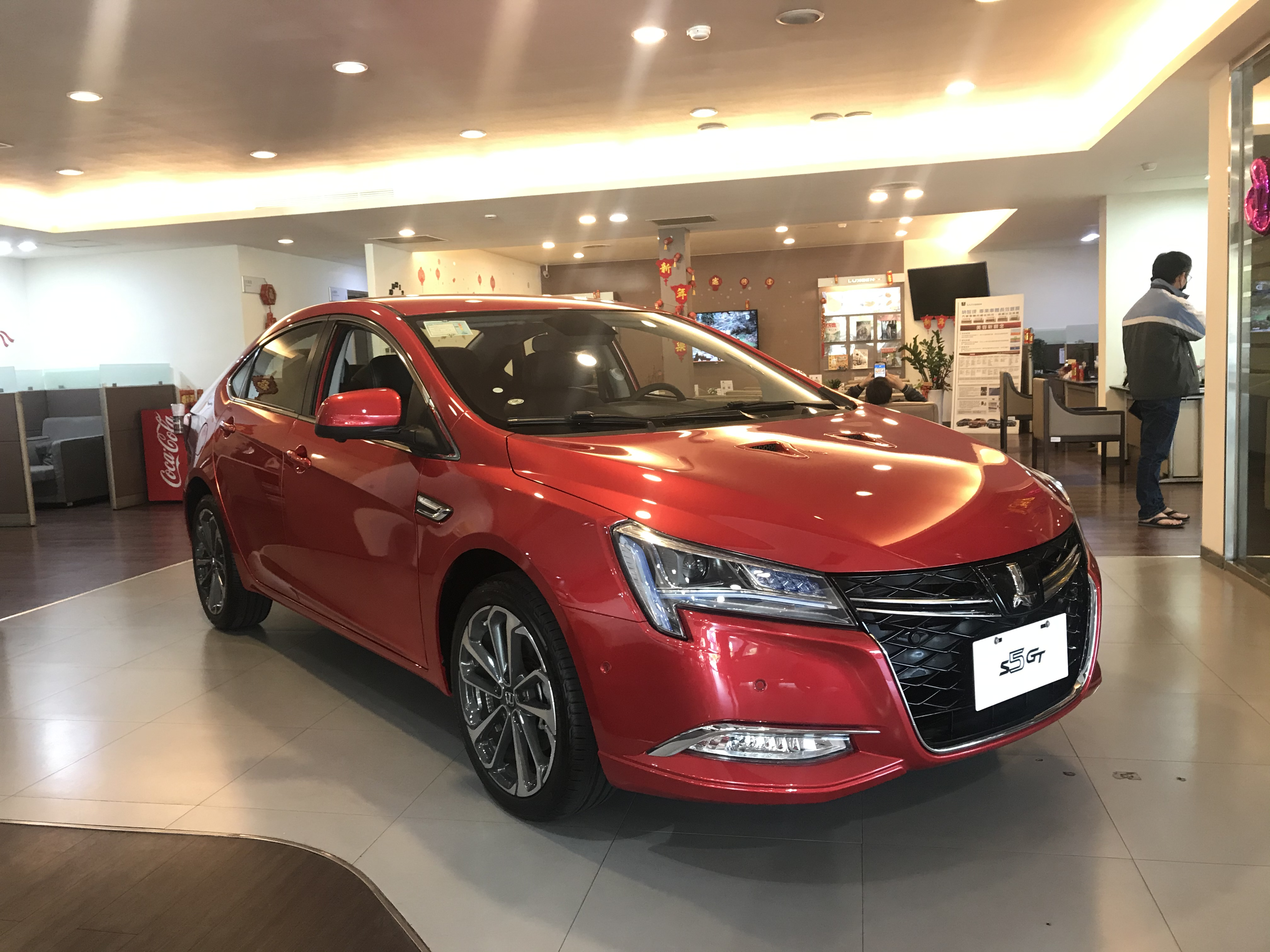
럭스젠 S5 GT 세단 전면
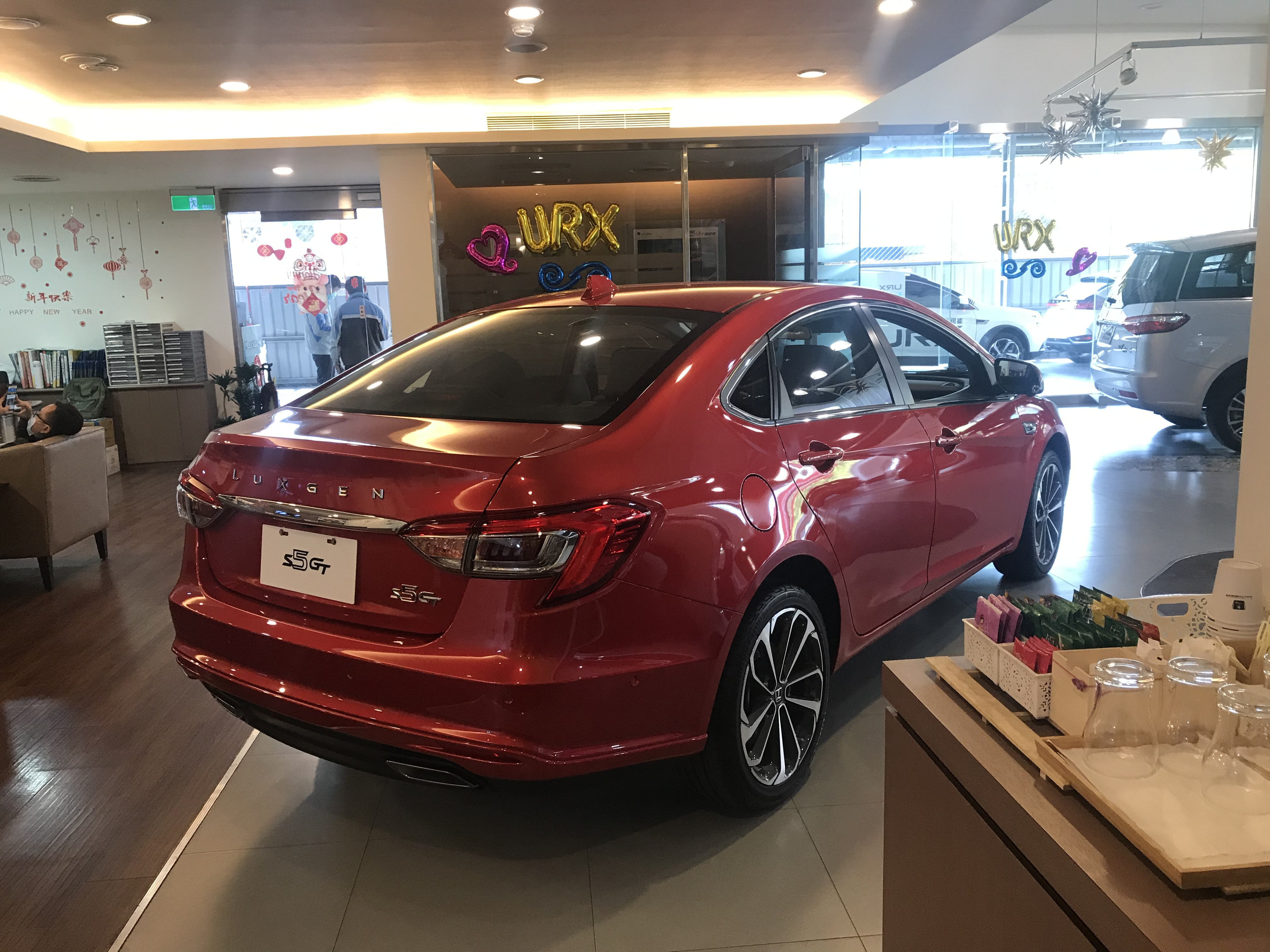
럭스젠 S5 GT 세단 후면